# Bahnstrecke Autelbas–Longuyon
| Bahnhof mit Vorplatz Longwy 2013 |                                      |                                                                                     |                                                                                     |
| |                                      |                                                                                     |                                                                                     |
| Streckennummer (SNCF): | 202 000                              |                                                                                     |                                                                                     |
| Streckennummer: | 167                                  |                                                                                     |                                                                                     |
| Streckenlänge: | 31,4 km                              |                                                                                     |                                                                                     |
| Spurweite: | 1435 mm (Normalspur)                 |                                                                                     |                                                                                     |
| Stromsystem: | 25 kV, 50 Hz ~                       |                                                                                     |                                                                                     |
| Zweigleisigkeit: | Longuyon–Mt-St-Martin Athus–Autelbas |                                                                                     |                                                                                     |
| |                                      |                                                                                     |                                                                                     |
| \| \| \| Bahnstrecke Namur–Luxemburg von Namur \| \| \| \| 0,0 \| Autelbas \| Autelbas \| \| \| \| Bahnstrecke Namur–Luxemburg \| \| \| \| \| A 4 \| \| \| \| 2,6 \| Sélange \| Sélange \| \| \| 4,5 \| Tupange \| Tupange \| \| \| 6,6 \| Messancy \| Messancy \| \| \| 10,6 \| Athus \| Athus \| \| \| \| N 88 \| \| \| \| \| ← Athus-Maas-Linie nach Dinant \| \| \| \| \| \| \| \| \| \| Containerterminal Athus Bahnstrecke Esch–Athus → \| \| \| \| \| \| \| \| \| \| E 44 \| \| \| \| \| neue Verbindung von Athus (auch Dinant) \| \| \| \| 12,6 \| Landesgrenze Belgien / Frankreich \| Landesgrenze Belgien / Frankreich \| \| \| \| \| \| \| \| \| von Esch über Rodange und Pétange \| \| \| \| \| \| \| \| \| 12,8 246,6 \| Mont-Saint-Martin (Ardennes) \| Mont-Saint-Martin (Ardennes) \| \| \| \| Bahnstrecke Longwy–Villerupt-Micheville \| \| \| \| 243,8 \| Longwy \| Longwy \| \| \| 242,1 \| Réhon \| Réhon \| \| \| \| Chiers (3×) \| \| \| \| 237,8 \| Cons-la-Grandville \| Cons-la-Grandville \| \| \| \| Chiers (4×) \| \| \| \| \| Tunnel La Roche (288 m) \| \| \| \| \| Chiers \| \| \| \| 233,7 \| La Roche-sous-Montigny \| La Roche-sous-Montigny \| \| \| \| Tunnel Montigny-sur-Chiers (316 m) \| \| \| \| 231,5 \| Viviers-sur-Chiers \| Viviers-sur-Chiers \| \| \| \| Abzweig Longuyon (abgebrochen) \| \| \| \| \| Chiers \| \| \| \| \| Tunnel Longuyon (338 m) \| \| \| \| \| Bahnstrecke Mohon–Thionville von Mohon \| \| \| \| 228,0 \| Longuyon \| Longuyon \| \| \| \| \| \| \| \| \| Bahnstrecke nach Pagny-sur-Moselle und Bahnstrecke Mohon–Thionville nach Thionville \| \| \| \| \| \| \| |                                      |                                                                                     |                                                                                     |
| |                                      | Bahnstrecke Namur–Luxemburg von Namur                                               |                                                                                     |
| ehemaliger Bahnhof | 0,0                                  | Autelbas                                                                            | Autelbas                                                                            |
| Abzweig geradeaus und nach links |                                      | Bahnstrecke Namur–Luxemburg                                                         | Bahnstrecke Namur–Luxemburg                                                         |
| Strecke mit Straßenbrücke |                                      | A 4                                                                                 | A 4                                                                                 |
| ehemaliger Haltepunkt / Haltestelle | 2,6                                  | Sélange                                                                             | Sélange                                                                             |
| ehemaliger Haltepunkt / Haltestelle | 4,5                                  | Tupange                                                                             | Tupange                                                                             |
| Bahnhof | 6,6                                  | Messancy                                                                            | Messancy                                                                            |
| Bahnhof | 10,6                                 | Athus                                                                               | Athus                                                                               |
| Strecke mit Straßenbrücke |                                      | N 88                                                                                | N 88                                                                                |
| Abzweig ehemals geradeaus, nach halblinks und nach halbrechts |                                      | ← Athus-Maas-Linie nach Dinant                                                      | ← Athus-Maas-Linie nach Dinant                                                      |
| |                                      |                                                                                     |                                                                                     |
| Kreuzung (Strecke geradeaus außer Betrieb) |                                      | Containerterminal Athus Bahnstrecke Esch–Athus →                                    | Containerterminal Athus Bahnstrecke Esch–Athus →                                    |
| |                                      |                                                                                     |                                                                                     |
| Strecke mit Straßenbrücke |                                      | E 44                                                                                | E 44                                                                                |
| Abzweig geradeaus und von halblinks |                                      | neue Verbindung von Athus (auch Dinant)                                             | neue Verbindung von Athus (auch Dinant)                                             |
| Grenze | 12,6                                 | Landesgrenze Belgien / Frankreich                                                   | Landesgrenze Belgien / Frankreich                                                   |
| |                                      |                                                                                     |                                                                                     |
| Abzweig geradeaus und von links |                                      | von Esch über Rodange und Pétange                                                   | von Esch über Rodange und Pétange                                                   |
| |                                      |                                                                                     |                                                                                     |
| Bahnhof | 12,8 246,6                           | Mont-Saint-Martin (Ardennes)                                                        | Mont-Saint-Martin (Ardennes)                                                        |
| Abzweig geradeaus und von links |                                      | Bahnstrecke Longwy–Villerupt-Micheville                                             | Bahnstrecke Longwy–Villerupt-Micheville                                             |
| Bahnhof | 243,8                                | Longwy                                                                              | Longwy                                                                              |
| ehemaliger Bahnhof | 242,1                                | Réhon                                                                               | Réhon                                                                               |
| Brücke über Wasserlauf |                                      | Chiers (3×)                                                                         | Chiers (3×)                                                                         |
| ehemaliger Bahnhof | 237,8                                | Cons-la-Grandville                                                                  | Cons-la-Grandville                                                                  |
| Brücke über Wasserlauf |                                      | Chiers (4×)                                                                         | Chiers (4×)                                                                         |
| Tunnel |                                      | Tunnel La Roche (288 m)                                                             | Tunnel La Roche (288 m)                                                             |
| Brücke über Wasserlauf |                                      | Chiers                                                                              | Chiers                                                                              |
| ehemaliger Haltepunkt / Haltestelle | 233,7                                | La Roche-sous-Montigny                                                              | La Roche-sous-Montigny                                                              |
| Tunnel |                                      | Tunnel Montigny-sur-Chiers (316 m)                                                  | Tunnel Montigny-sur-Chiers (316 m)                                                  |
| ehemaliger Haltepunkt / Haltestelle | 231,5                                | Viviers-sur-Chiers                                                                  | Viviers-sur-Chiers                                                                  |
| |                                      | Abzweig Longuyon (abgebrochen)                                                      |                                                                                     |
| Brücke über Wasserlauf · Strecke |                                      | Chiers                                                                              | Chiers                                                                              |
| Tunnel · Strecke |                                      | Tunnel Longuyon (338 m)                                                             | Tunnel Longuyon (338 m)                                                             |
| Strecke quer · Abzweig ehemals nach rechts und von rechts · Strecke |                                      | Bahnstrecke Mohon–Thionville von Mohon                                              | Bahnstrecke Mohon–Thionville von Mohon                                              |
| Bahnhof | 228,0                                | Longuyon                                                                            | Longuyon                                                                            |
| |                                      |                                                                                     |                                                                                     |
| Strecke nach rechts und nach rechts |                                      | Bahnstrecke nach Pagny-sur-Moselle und Bahnstrecke Mohon–Thionville nach Thionville | Bahnstrecke nach Pagny-sur-Moselle und Bahnstrecke Mohon–Thionville nach Thionville |
| |                                      |                                                                                     |                                                                                     |

Die Bahnstrecke Autelbas–Longuyon ist eine französische zweigleisige Eisenbahnstrecke im Département Meurthe-et-Moselle, die im Tal der Chiers nach knapp 20 Kilometern die belgische Grenze erreicht und unmittelbar an das französisch-belgisch-luxemburgische Länderdreieck führt. Danach werden 12 Kilometer bis zur Bahnstrecke Namur–Luxemburg bei Autelbas von der belgischen Bahn bedient. Mit Errichtung des Trockenhafens auf der belgischen Seite der Grenze wurde die Strecke selbst zwar durch einen Bahndamm unterbrochen, der sie quert, die Verbindung jedoch blieb über ein neues Gleisdreieck erhalten.

## Geschichte
Hauptimpulsgeber zum Bau der Strecke war die Stahlindustrie, die hier aufgrund der Bodenschätze in allen drei Staaten emporschoss. Die abzweigende Strecke wurde von Namur her kommend 1862 weitergeführt. Auf französischer Seite erreichte man am 12. Februar 1863 Longwy; die internationale Verbindung war geschaffen und insbesondere nach dem Deutsch-Französischen Krieg sehr wichtig, da dies an dem jetzt auf zehn Kilometer verkürzten französisch-luxemburger Grenzabschnitt der einzige grenzüberschreitende Bahnverkehr war. Ab 1888 wurde der gesamte internationale Personenverkehr wie beispielsweise die Fernzüge Paris–Luxemburg über diese Grenzstation abgewickelt.
1873 wurde sie von der Nachfolge-Eisenbahnbaugesellschaft der Provinzen Namur und Luxemburg an den belgischen Staat verkauft. 1874 wurde eine direkte Verbindung von Rodange nach Athus hergestellt.
Der Bau fällt in die Zeit der starken Industrialisierung dieser Region, insbesondere für den Erztransport auf der Prinz-Heinrich-Bahn, „die weit über die Hälfte der Gesamteinnahmen der Überschüsse“ lieferte.
Die Strecke ist seit 16. September 1955 bis Mont-Saint-Martin elektrifiziert, der Lückenschluss bis zur Grenze erfolgte zum 18. Juni 1988.

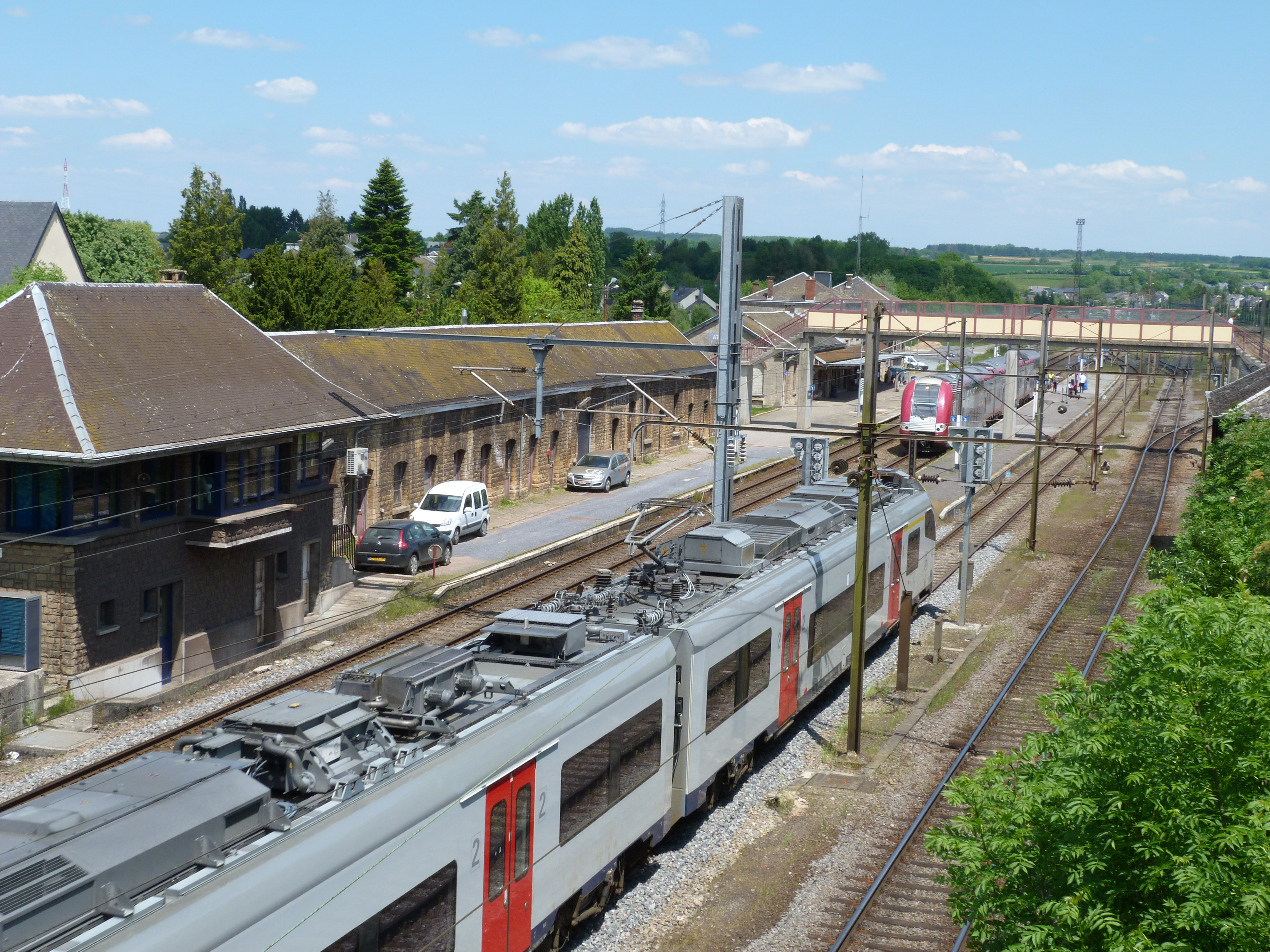
Im Bahnhof von Athus kreuzt ein belgischer „Désiro“ einen über Esch-sur-Alzette nach Luxemburg (Stadt) verkehrendem Luxemburger Alstom Coradia Duplex.
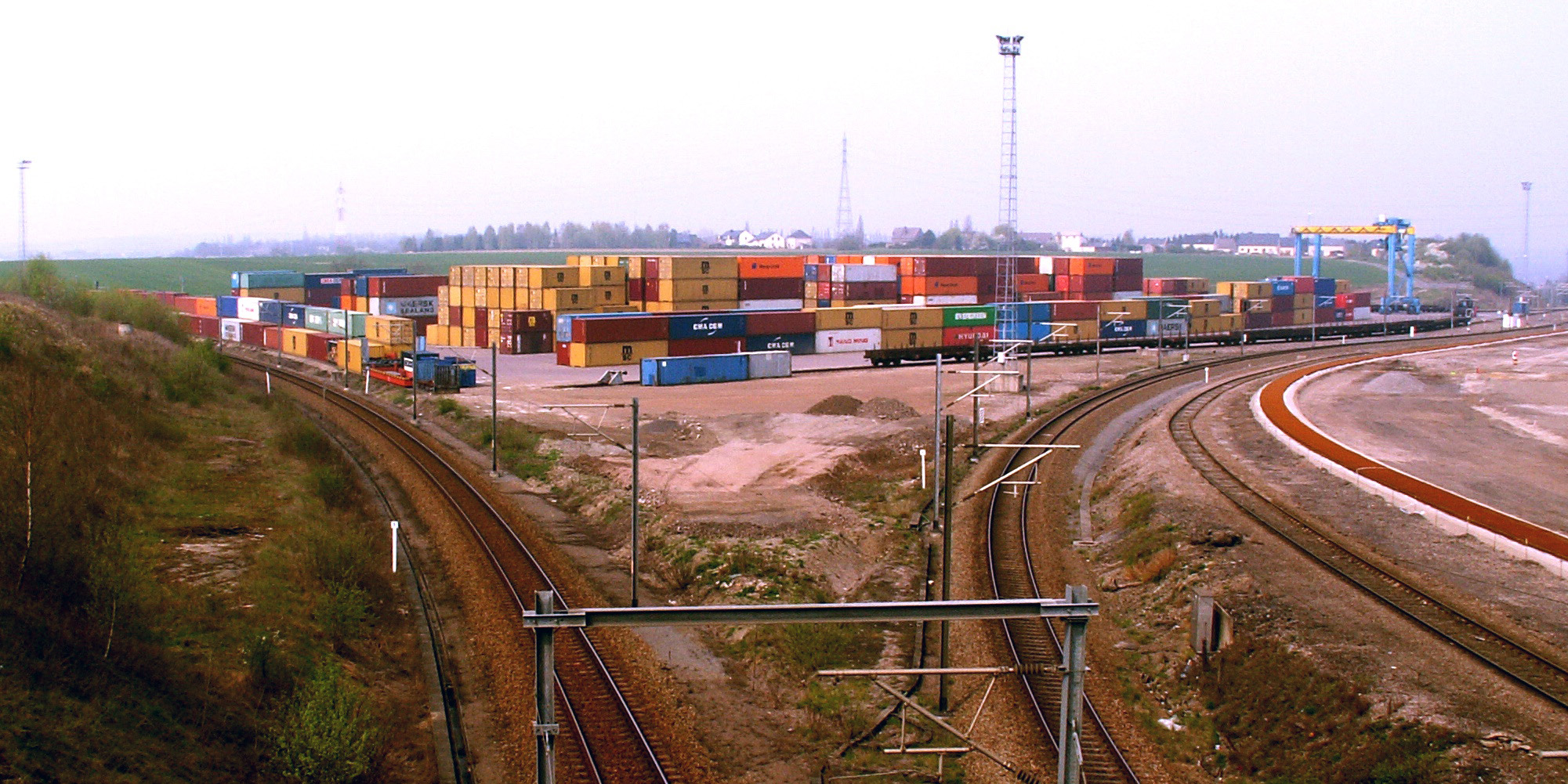
Das Gleis mit den Flachwagen hinter dem Lichtmast in der Bildmitte kennzeichnet die aufgelassene Strecke an der Landesgrenze bei Athus.

## Betrieb
Während auf dem belgischen Abschnitt an Wochentagen ein Zwei-Stunden-Takt besteht und die Wochenenden nicht bedient werden, herrscht auf dem französischen Abschnitt eine unregelmäßige Zugfolge, die ebenfalls nur wochentags läuft.
Die Verlängerung der Strecke bis nach Luxemburg wurde 2004 reaktiviert.